# إدواردو أنطونيو ماتشادو تيكسيرا
إدواردو أنطونيو ماتشادو تيكسيرا (7 يونيو 1993 في البرازيل - ) هو لاعب كرة قدم برازيلي في مركز الوسط. لعب مع نادي باهيا ونادي جوينفيل ونادي سيارا ونادي فلومينينسي ونادي فورتاليزا.

## وصلات خارجية
- إدواردو أنطونيو ماتشادو تيكسيرا على موقع قاعدة بيانات كرة القدم.إي يو (الإنجليزية)
- إدواردو أنطونيو ماتشادو تيكسيرا على موقع Soccerway.com (الإنجليزية)
- إدواردو أنطونيو ماتشادو تيكسيرا على موقع عالم كرة القدم.نت (الإنجليزية)
- إدواردو أنطونيو ماتشادو تيكسيرا على موقع AS.com (الإسبانية)